# 勝利の女神5
『勝利の女神5』（しょうりのめがみファイブ）は、千葉テレビ放送（チバテレ）で2010年1月1日から放送された金曜深夜のバラエティ番組。また、千葉ローカルの番組ではあるがスカイパーフェクTV!のエンタ!371にて再放送もされていた。
勝利の女神4.5に続くシリーズ5作目。

## 概要
芸能界期待の新人アイドルが様々なゲームを行い、だれが幸運の持ち主なのかを競いあって検証するバラエティ番組。
番組はレギュラー陣と『悪魔』による爆笑&女子トークを繰り広げるスタジオトークのほか、出演者が千葉県内を中心に各地でロケを敢行した。

## 出演者

### レギュラー
- 菊地亜美
- 重盛さと美
- 青木英李
- 西田麻衣
- 藤江れいな
- 高屋敷彩乃
- 白澤まゆか
- 礒部希帆

### 声の出演
- 悪魔：生徒会長金子

### MC
- 菅崎あみ（アミージョ様）

## スタッフ
- メイク：飯野みなこ
- 編集：copernicos DS
- WEB：鳥井原健二
- BGM制作：村岡睦稔
- 技術カメラ：岡嶋篤志
- AD：北村智宣、荒井拓
- ディレクター：船迫誠 (Fantabit)
- 演出：伊藤公志
- ラインプロデューサー：井沢圭吾 (NEXT)
- プロデューサー：井出雄介（つくばテレビ）、佐川知之（NEXT）
- 企画制作：Fantabit、つくばテレビ
- 製作著作：ネクスト (制作プロダクション)

## 放映時間
千葉テレビ放送（チバテレビ）
- 2010年1月1日～、毎週金曜日深夜0時30分～深夜1時00分

スカイパーフェクTV! エンタ!371
- 2010年2月5日～、毎週金曜日19時00分～19時30分　※リピート放送は毎週土曜14:00～14:30

## 参考・関連文献
- 公式サイト